# 오톤 (그리스)
오톤(그리스어: Όθων, 1815년 6월 1일 ~ 1867년 7월 26일)은 1832년 런던 회의에서 열강 3국인 영국, 프랑스, 러시아 제국의 보호하에 그리스를 새 독립 왕국으로 승인하여 창건된 그리스 왕국의 초대 국왕이다.

## 생애

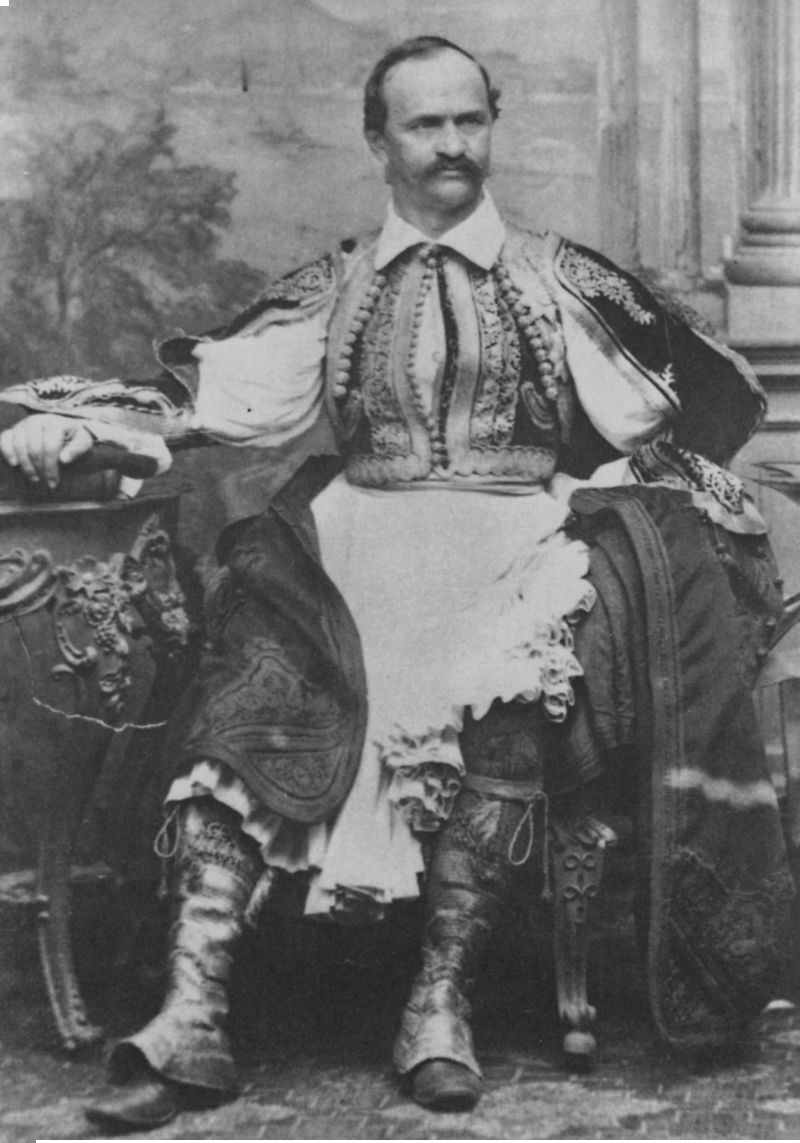
오톤 (1865년)

오톤은 그리스를 좋아했던 바이에른 왕국의 루트비히 1세 국왕의 차남으로, 열강에 의해 그리스 왕국의 왕위에 올랐다. 오톤의 정부는 바이에른 궁정의 관직자로 구성된 세 사람의 섭정 회의에서 운영하였다. 성년이 된 오톤은 섭정들이 대중의 지지를 잃자 이들을 제거하고 절대 군주가 되었다. 결국 그리스의 신민들이 강력하게 헌법을 요구하고, 무장 봉기까지 일어나자 오톤은 1843년 헌법을 승인하였다.
치세 전반에 걸쳐 오톤은 그리스의 빈약한 재정과 교회 업무에 관한 정부에 역할의 문제로 정치적 어려움을 겪었다. 이 시기 그리스의 정치는 세 열강의 동맹에 기초를 두고 있었으며, 오톤이 권력을 지키기 위해서는 각 열강의 지지를 확보하는 것이 중요하였다. 권력을 유지하기 위하여 오톤은 각 열강의 이익을 살펴주어야 하였다.
1850년과 1853년에 영국 해군이 그리스를 봉쇄하여 크림 전쟁 당시 그리스가 오스만 제국을 공격하지 못하도록 막자 오톤의 입지가 약해졌다. 그리하여 왕실과 왕비에 대한 암살 시도가 일어났고, 1862년 오톤은 폐위되었다. 1867년 바이에른에서 망명 중에 세상을 떠났다.

## 그리스 입헌군주제의 불안한 시작

### 즉위 당시의 배경
그리스는 15세기 비잔티움 제국의 멸망 이후 오스만 튀르크의 통치를 받다가 이에 항거하여 19세기 중엽에 그리스 독립 전쟁을 벌였다. 1825년 4월 오스만 튀르크의 술탄은 이집트의 무함마드 알리와 연합하여 그리스의 반란을 진압하고 아테네를 수복했다. 그러나 그 당시 열강 3국이었던대영제국, 프랑스, 러시아제국이 각국 해군을 그리스에 파병하며 그리스-튀르크 전에 개입했고, 그 결과 그리스는 튀르크인들을 그리스에서 몰아내고 1832년 독립국으로 인정받았다.

### 즉위부터 폐위까지
독립 직후, 그리스는 열강의 추천으로 독일계 비텔스바흐 왕가의 오톤(1815~1867, 재위 1832~1862. 영문 표기는 ‘오토’이나 그리스어로 ‘오톤’으로 발음)을 초대 국왕으로 맞았다. 그러나 독일계 혈통인 그는 그리스 국왕이 된 후에도 그리스 정교회로의 개종을 거부했고, 그리스에 독일의 체제를 세우려고 시도하는 등 자부심이 강한 그리스인들의 정서를 이해하지 못했다. 게다가 후계도 없었던 그는 그리스에서 안정된 왕조를 구축해나가기에 적합한 왕이 아니었다. 그리스인들은 새로운 헌법 제정을 요구하며 아테네궁 앞에 집결했고, 1863년에는 오톤 국왕을 몰아내고 덴마크계 빌헬름 공을 요르요스 1세로 맞이하여 입헌군주제를 시작했다.
| 전임 신설 | 그리스 국왕 1832년 2월 6일~1862년 10월 23일 | 후임 요르요스 1세 |